# Alan Menken
Alan Menken  (Manhattan, Nueva York; 22 de julio de 1949) es un compositor y pianista estadounidense. Es conocido sobre todo por haber compuesto la música de numerosas películas producidas por Walt Disney Animation Studios como La sirenita, La bella y la bestia, Aladdín y Pocahontas, con las cuales se llevó dos Óscars por cada una. También ha compuesto la banda sonora de otras películas de Disney como El jorobado de Notre Dame, Hércules, Home on the Range y Enredados. Menken ha ganado un total de ocho Óscars y ha estado nominado diecinueve veces.

## Biografía
Alan Menken nació en Manhattan en una familia americana, hijo de Judith y Norman Menken. Desarrolló un interés en la música a muy temprana edad, y estudió piano y violín. Estudió en la Universidad de Nueva York y actualmente está casado con Jannis Menken. Comparte con Edith Head, una famosa diseñadora de vestuario, el tercer lugar como los más ganadores en la ceremonia de los Premios Óscar, con ocho estatuillas. Ha colaborado con Howard Ashman, Tim Rice y Stephen Schwartz.

## Filmografía
- 1989
  - La sirenita
- 1991
  - La bella y la bestia
- 1992
  - Aladdin
- 1995
  - Pocahontas
- 1996
  - El jorobado de Notre Dame
- 1997
  - Hércules
- 2004
  - Noel
  - Zafarrancho en el rancho
- 2006
  - The Shaggy Dog
- 2007
  - Enchanted
- 2010
  - Enredados
- 2012
  - Mirror Mirror
- 2016
  - La fiesta de las salchichas
- 2017
  - La bella y la bestia
- 2017-2020
  - Tangled
- 2019
  - Aladdin
- 2022
  - Desencantada
- TBA
  - La Sirenita
- TBA
  - El Jorobado de Notre Dame
- 1986

°La pequeña tienda de los horrores

## Premios y nominaciones
Premios Óscar
| Año  | Categoría              | Trabajo nominado                                          | Resultado |
| ---- | ---------------------- | --------------------------------------------------------- | --------- |
| 1987 | Mejor canción original | Mean Green Mother from Outer Space Little Shop of Horrors | Nominado  |
| 1990 | Mejor banda sonora     | La sirenita                                               | Ganador   |
| 1990 | Mejor canción original | Under the Sea - La sirenita                               | Ganador   |
| 1990 | Mejor canción original | Kiss the Girl - La sirenita                               | Ganador   |
| 1992 | Mejor banda sonora     | La bella y la bestia                                      | Ganador   |
| 1992 | Mejor canción original | Beauty and the Beast - La bella y la bestia               | Ganador   |
| 1992 | Mejor canción original | Be Our Guest - La bella y la bestia                       | Nominado  |
| 1992 | Mejor canción original | Belle - La bella y la bestia                              | Nominado  |
| 1993 | Mejor banda sonora     | Aladdín                                                   | Ganador   |
| 1993 | Mejor canción original | A Whole New World - Aladdín                               | Ganador   |
| 1993 | Mejor canción original | Friend Like Me - Aladdín                                  | Nominado  |
| 1996 | Mejor banda sonora     | Pocahontas                                                | Ganador   |
| 1996 | Mejor canción original | Colors of the Wind - Pocahontas                           | Ganador   |
| 1997 | Mejor banda sonora     | El jorobado de Notre Dame                                 | Nominado  |
| 1998 | Mejor canción original | Go the Distance - Hércules                                | Nominado  |
| 2008 | Mejor canción original | Happy Working Song - Enchanted                            | Nominado  |
| 2008 | Mejor canción original | So Close - Enchanted                                      | Nominado  |
| 2008 | Mejor canción original | That’s How You Know - Enchanted                           | Nominado  |
| 2011 | Mejor canción original | I See the Light - Enredados                               | Nominado  |